# T.38
T.38 es una recomendación de ITU para permitir la transmisión de fax a través de las redes de IP (FoIP) en tiempo real.

## Relacionó estándares
- T.4 es la especificación de paraguas para fax.  Especifica las medidas de imagen estándares, dos formas de imagen-compresión de datos (codificando), la imagen-formato de datos, y referencias, T.30 y los varios estándares de módem.
- T.6 especifica una compresión maquina aquello reduce el tiempo requirió para transmitir una imagen por aproximadamente 50-porcentaje.
- T.30 especifica los procedimientos que un envío y recibiendo uso terminal para instalar un fax llamada, determinar la medida de imagen, codificando, y velocidad de transferencia, la demarcación entre páginas, y la terminación de la llamada.  T.30 también referencias los varios estándares de módem.
- V.21, V.27ter, V.29, V.17, V.34: ITU estándares de módem utilizaron en facsímil.  El primer tres estuvo ratificado con anterioridad a 1980, y estuvo especificado en el original T.4 y T.30 estándares.  V.34 estuvo publicado para fax en 1994.[1]
- T.37 El  ITU estándar para enviar un fax-archivo de imagen vía email al pretendido recipient de un fax.
- G.711 pase a través de - esto es donde el T.30 fax la llamada está llevada en un VoIP la llamada codificó tan audio. Esto es sensible a pérdida de paquete de la red, jitter y sincronización de reloj. Cuándo utilizando voz alto-la compresión que codifica técnicas como, pero no limitados a, G.729, algunos fax las señales tonales no pueden conseguir correctamente transportados a través de la red de paquete.
- defines the image/t38 media type (formerly known as MIME type) for use with the Session Description Protocol.

## Softwares relacionado
- Asterisk (PBX) código abierto pbx soporte T.38 faxing
- Freeswitch Softswitch / pbx También soporte T.38
- ICTFax Web fax / Email a fax puerta con soporte T.38